# Glencorse Reservoir
Glencorse Reservoir är en reservoar i Storbritannien.   Den ligger i riksdelen Skottland, i den centrala delen av landet, 500 km norr om huvudstaden London. Glencorse Reservoir ligger 225 meter över havet.Trakten runt Glencorse Reservoir består i huvudsak av gräsmarker.